# Armadura de placas de acero

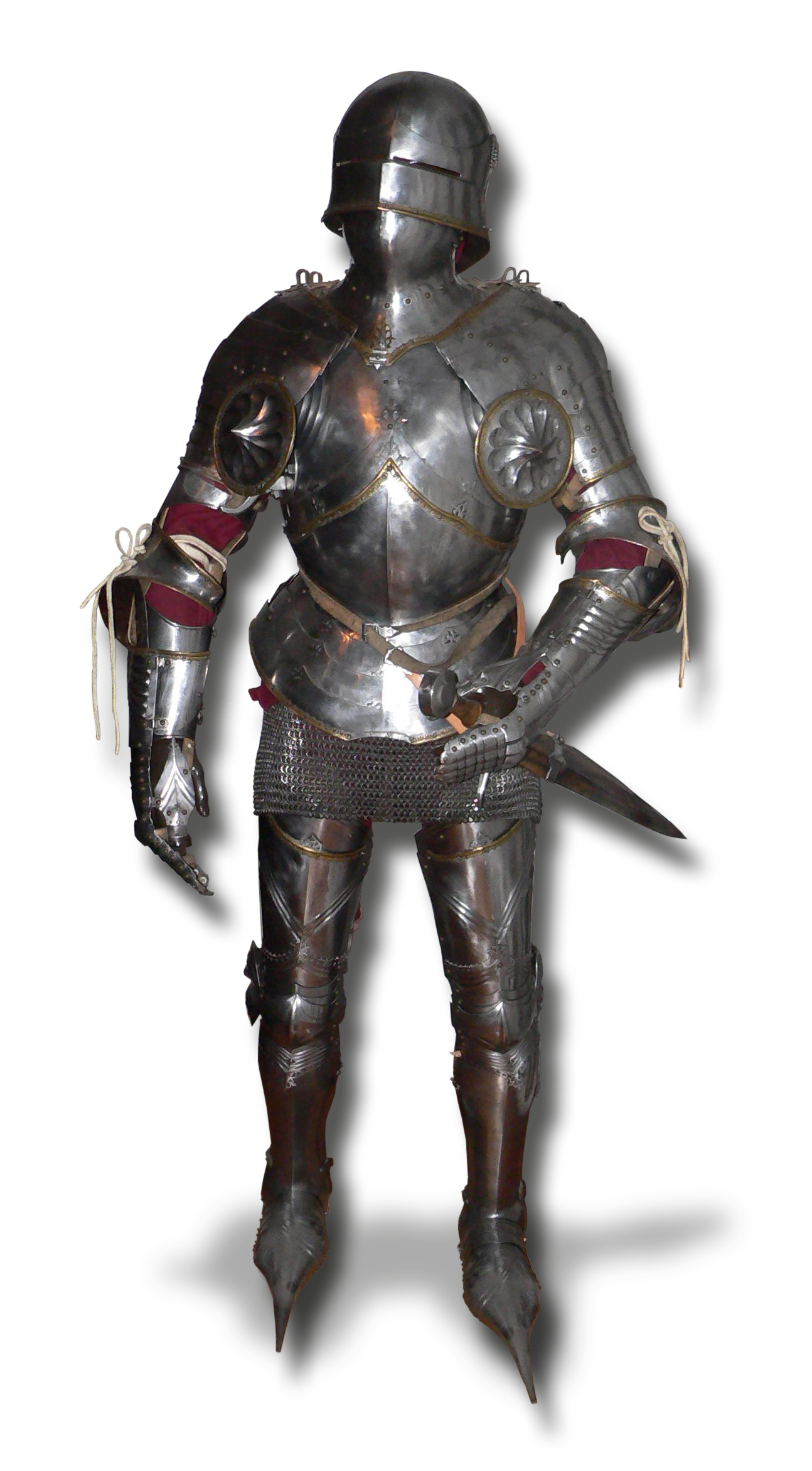
Armadura medieval completa.

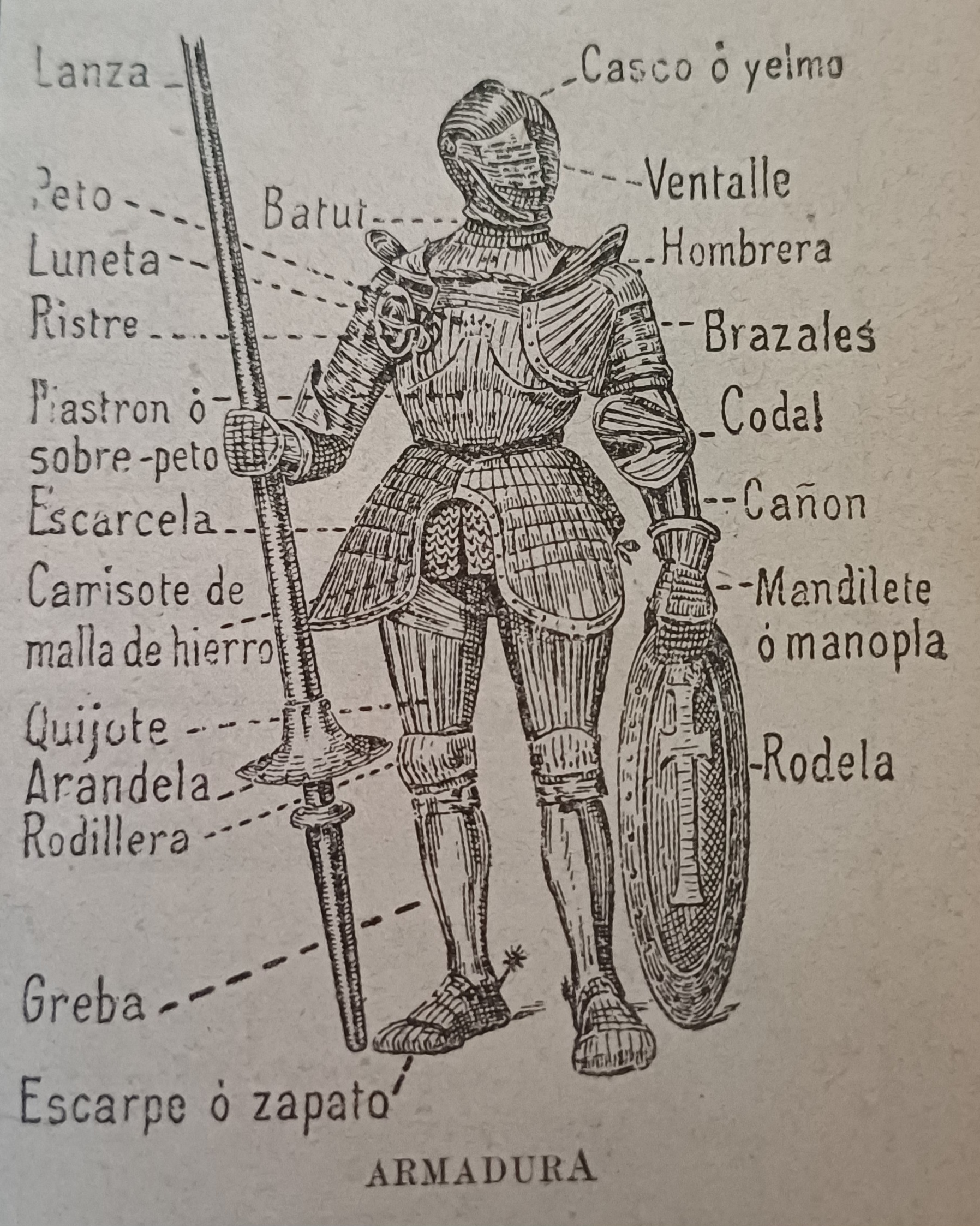
Partes integrantes de una armadura. Grabado en el Diccionario manual enciclopédico ilustrado, de Manuel Rodríguez-Navas, editado en 1909 por Saturnino Calleja.

Una armadura de placas, también llamada arnés, armadura completa o armadura blanca  comenzó a utilizarse en la Baja Edad Media. Una armadura completa solía pesar de 20 a 30 kg,  y estaba compuesta de numerosas piezas articuladas de acero o hierro ligadas con correas y remaches, habiendo instancias en las que se han llegado a documentar cientos en un solo arnés. 

## Uso
Si bien la armadura de placas es de aparición usual en películas y series de temática medieval o fantástica y el atuendo emblemático del caballero medieval, tiene una aparición relativamente tardía, pues es a finales de la Baja Edad Media e inicios del Renacimiento cuando comenzó a popularizarse, siendo antes utilizados el gambesón, la loriga,  la cota de malla y la brigantina. A menudo se usaba sobre cota de malla, que a su vez se vestía por encima del gambesón. 
El arnés no restringe demasiado el movimiento, pues posee gran cantidad de articulaciones y el peso está repartido de manera que reposa en su mayoría en las caderas y la cintura.
La armadura de placas, por su rigidez, protegía mejor que las armaduras flexibles contra los golpes contundentes, pues la energía cinética del golpe se repartía por toda la placa, en lugar de concentrarse en un punto. Contra ataques de carácter cortante, la armadura de placas era impenetrable.
Los ataques de naturaleza punzante suponían el mayor peligro contra las armaduras de placas. Por eso, armas con picos de cuervo y otras formas similares fueron usadas contra ellas.
Asimismo, la forma curvada de las piezas ayudaba a desviar proyectiles como flechas, virotes de ballesta o balas de armas de fuego medievales, por ejemplo el arcabuz. 
Su uso estaba restringido por su coste, causado por la necesidad de ser fabricadas a medida y su gran cantidad de piezas. Solo los caballeros y señores feudales tenían el dinero suficiente para conseguir una armadura de placas completa.

## Historia temprana

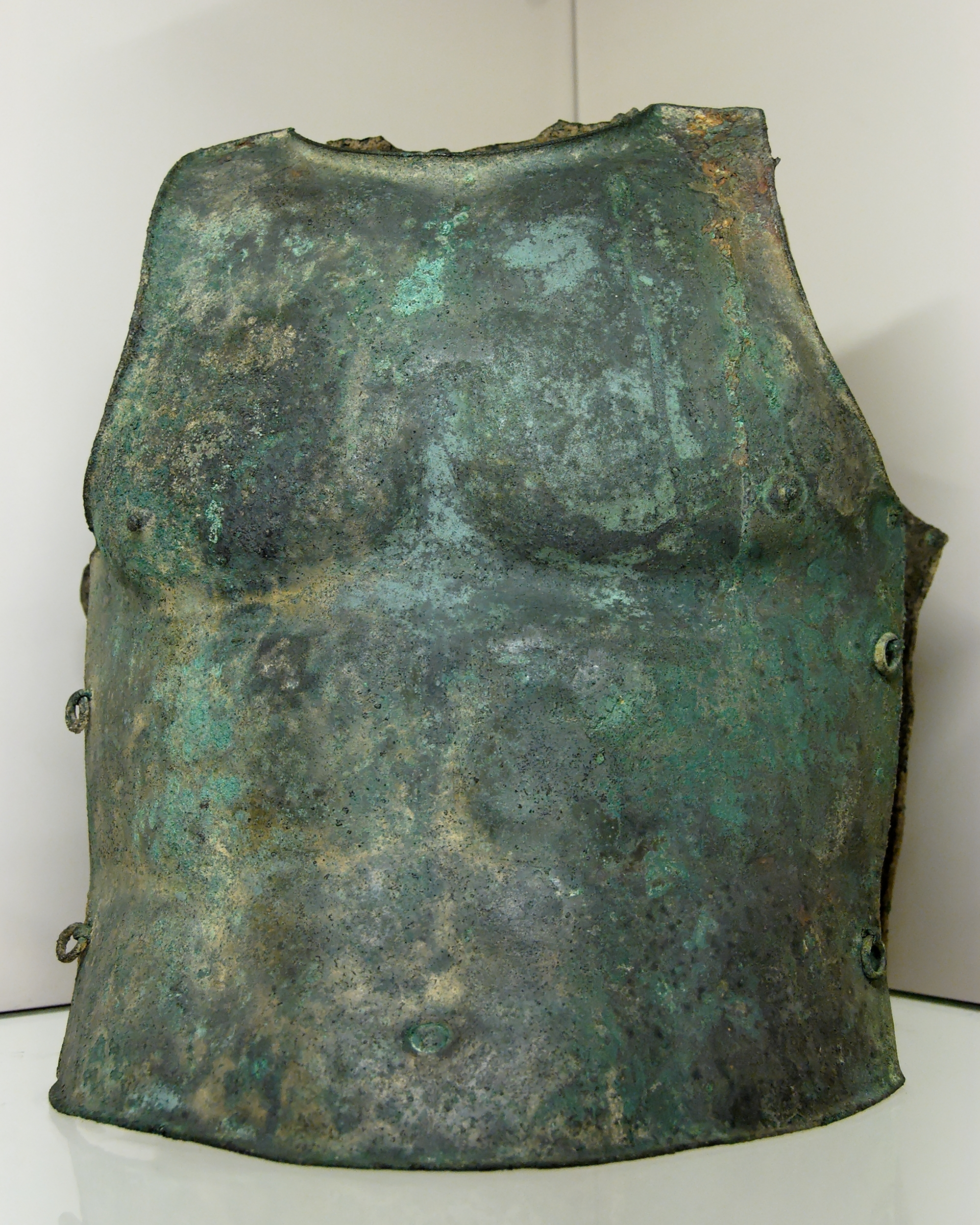
Coraza muscular de bronce, Italia, c. 350–300 a. C.

La armadura de placa parcial, hecha de bronce, que protegía el pecho y las extremidades inferiores, fue utilizada por los antiguos griegos, ya en la última Edad del Bronce. La panoplia de Dendra protegía todo el torso por ambos lados e incluía protecciones en los hombros y el cuello. Una armadura menos restrictiva y pesada se generalizaría en forma de coraza muscular durante la antigüedad clásica antes de ser reemplazada por otros tipos de armadura. La caballería pesada del Imperio Parto y el Sasánida conocida como Clibanarii usaban corazas hechas de escamas o cota de malla y pequeñas placas superpuestas a la manera de la manica para la protección de brazos y piernas. La armadura de placas en forma de Lorica segmentata fue utilizada por el imperio romano entre el siglo I a. C. y el siglo IV d. C.
Las placas individuales de armadura de metal se volvieron a utilizar desde finales del siglo XIII (1200) en adelante, para proteger las articulaciones y las espinillas, y se usaban sobre una cota de malla. Gradualmente, el número de placas de componentes de la armadura medieval aumentó, protegiendo más áreas del cuerpo, y en bardas las del caballo de un soldado de caballería. Los armeros desarrollaron habilidades para articular las láminas o placas individuales para partes del cuerpo que necesitaban ser flexibles, y para adaptar la armadura al usuario individual como un sastre. El costo de un traje completo de armadura ajustada de alta calidad, a diferencia de la armadura de municiones más barata (equivalente a prêt-à-porter) era enorme, e inevitablemente se restringía a los ricos que estaban seriamente comprometidos ya sea con lo militar o las justas. El resto de un ejército usaba mezclas inconsistentes de piezas, con la malla todavía jugando un papel importante.

## Japón

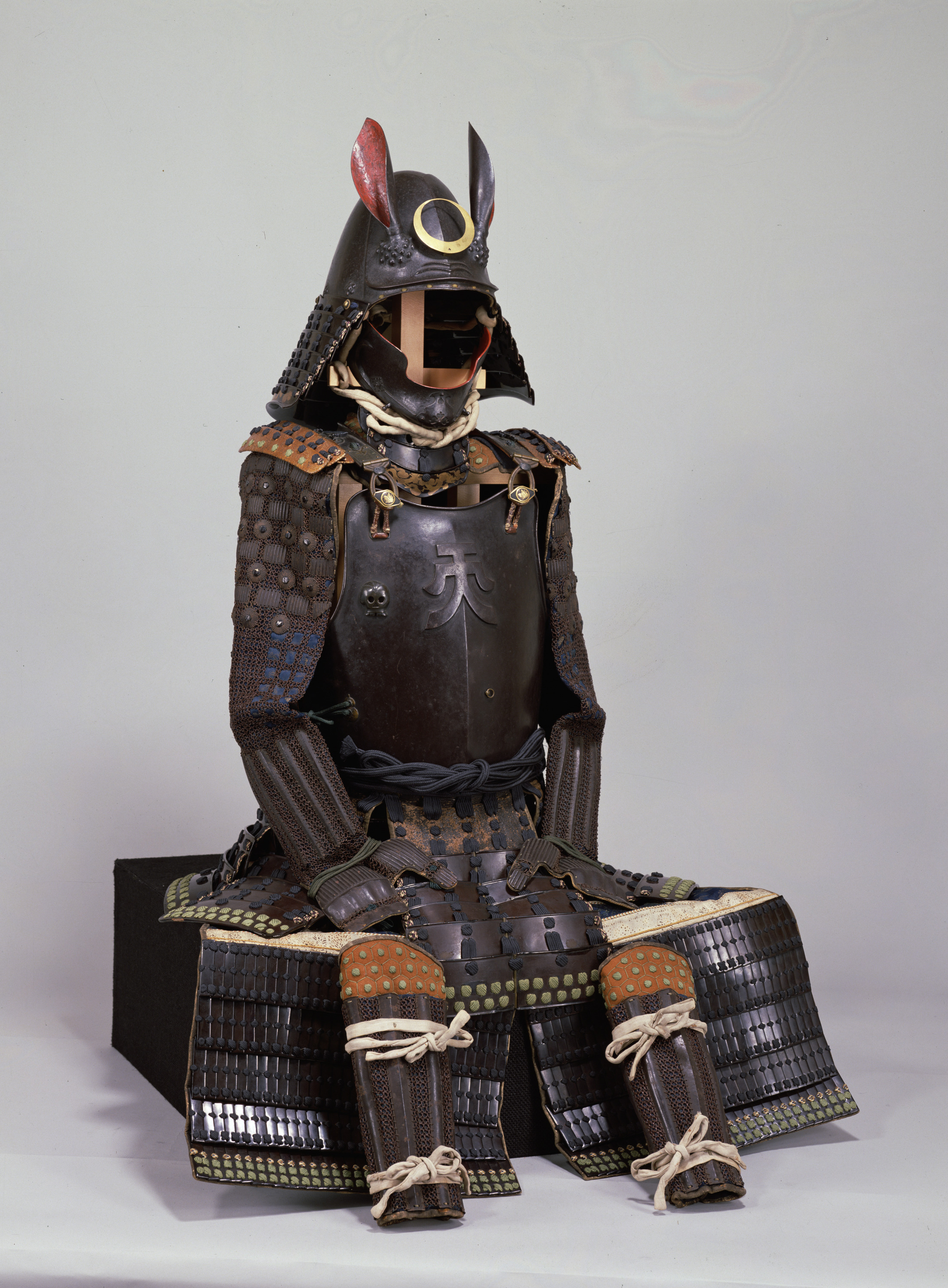
Una armadura de placas japonesa de los siglos y con una coraza de estilo occidental (nanban dō gusoku)

En el período Kofun Japón, durante los siglos IV y V, se fabricaron corazas de placas de hierro llamadas tankō y cascos. La armadura de placas se usó en Japón durante el período Nara (646-793); Se han encontrado tanto armaduras de placas como lamelares en túmulos funerarios, y se han encontrado haniwa (antiguas figuras de arcilla) que representan a guerreros con armadura completa.
En Japón, la guerra del período Sengoku (siglos XV y XVI) requirió la producción de grandes cantidades de armaduras para los ejércitos cada vez mayores de soldados de a pie (ashigaru). Simples armaduras de pecho (dō) y cascos (kabuto) de calidad de munición se produjeron en masa.
En 1543, los portugueses trajeron armas de fuego de llave de mecha (tanegashima) a Japón. A medida que los herreros japoneses comenzaron a producir armas de fuego de (llave de) mecha en masa y las armas de fuego comenzaron a usarse en la guerra, el uso de la armadura lamelar (ō-yoroi y dō-maru), anteriormente utilizada como armadura samurái, disminuyó gradualmente. Los fabricantes de armaduras japoneses comenzaron a fabricar nuevos tipos de armaduras hechas de placas de hierro más grandes y cuero enchapado. Esta nueva armadura se llama tōsei gusoku (gusoku), que significa armadura moderna. El tipo de gusoku, que cubría la parte delantera y trasera del cuerpo con una sola placa de hierro con un centro elevado y una parte inferior en forma de V como una armadura de placas, se llamaba específicamente nanban dou gusoku ("gusoku de estilo occidental") y fue utilizado por algunos samuráis. Los fabricantes de armaduras japonesas diseñaron armaduras de placas a prueba de balas llamadas "tameshi gusoku" ("a prueba de balas"), que permitieron a los soldados continuar usando armaduras a pesar del uso intensivo de armas de fuego a fines del siglo XVI.
En la década de 1600, la guerra en Japón llegó a su fin, pero los samuráis continuaron usando armaduras de placas hasta el final de la era samurái en la década de 1860, y el último uso conocido de armaduras samuráis ocurrió en 1877 durante la rebelión de Satsuma.

## Baja Edad Media

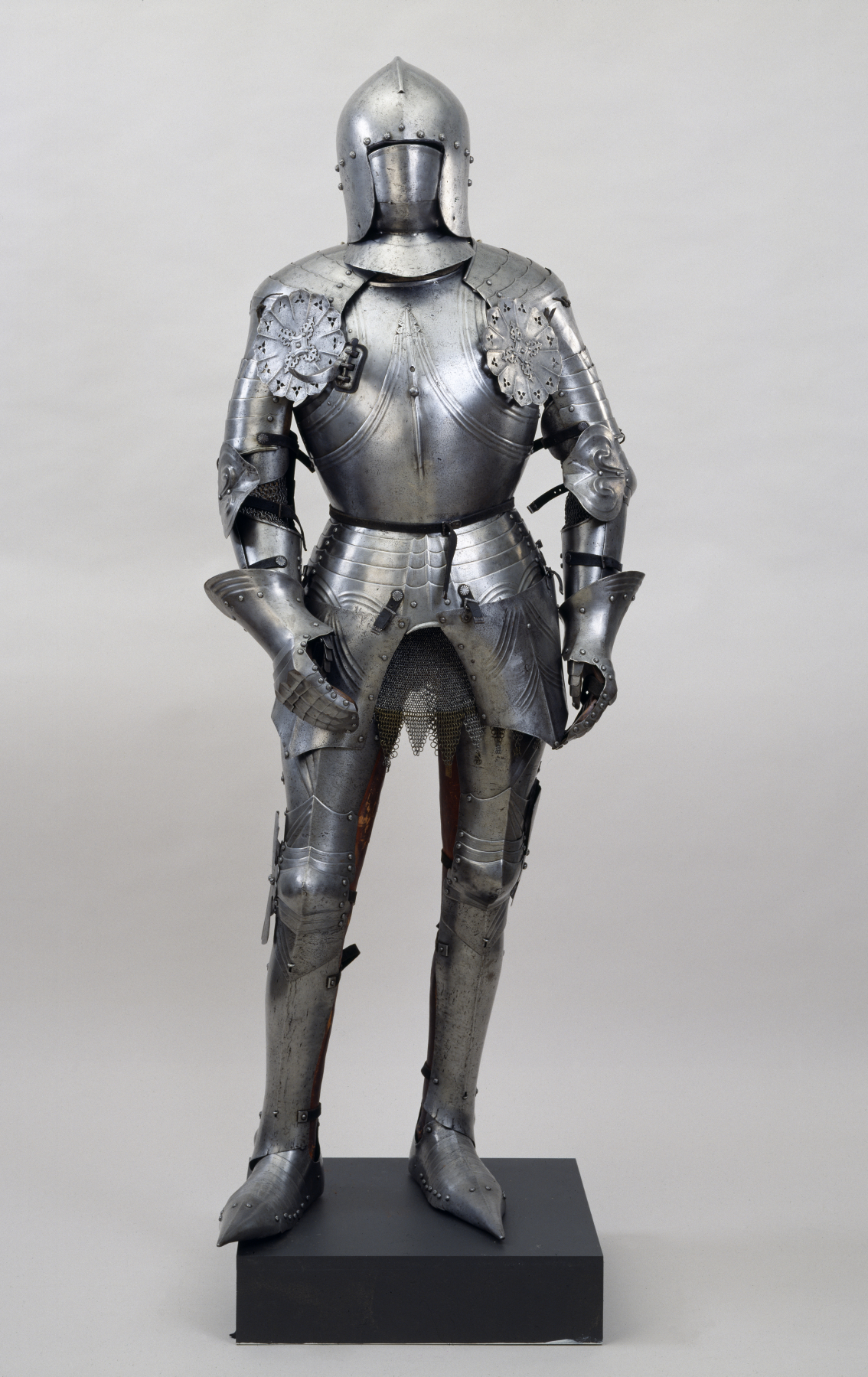
Armadura italiana con sallet, c. 1450

Hacia 1420, se habían desarrollado en Europa trajes completos de armaduras de placas. Un traje completo de armadura de placas consistía en un casco, un gorjal o babera, hombreras con sobaqueras para cubrir las axilas como se veía en la armadura francesa, codales, rondeles que se utilizaban sobre todo en armaduras góticas, guardabrazo, brazales, cangrejos, manoplas y guanteletes, una coraza (peto y coraza) con escarcelas, escarcelones, guardarrenes, pancera y culera. Los conjuntos más completos, conocidos como "garnitures", más a menudo destinados a las justas que a la guerra, incluían "piezas de intercambio", es decir, piezas alternas que se adaptaban a diferentes propósitos, de modo que el traje podía configurarse para diferentes usos, por ejemplo, para luchar a pie o a caballo. A finales de la Edad Media, incluso la infantería podía permitirse llevar varias piezas de armadura de placas. La producción de armaduras fue una industria rentable y omnipresente durante la Edad Media y el Renacimiento.

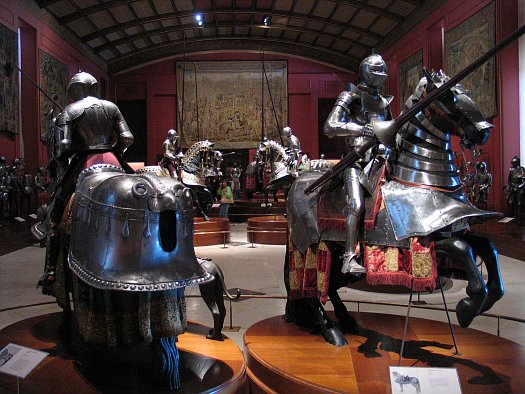
Real Armería de Madrid, España

Una armadura de placas completa de acero bien templado pesaba alrededor de 15-25 kilogramos (33,1-55,1 lb). El portador seguía siendo muy ágil y podía saltar, correr y moverse con libertad, ya que el peso de la armadura se repartía uniformemente por todo el cuerpo. La armadura era articulada y cubría todo el cuerpo del hombre, desde el cuello hasta los pies. En los siglos XV y XVI, los soldados con armadura de placas constituían el núcleo de todos los ejércitos. Grandes cuerpos de hombres de armas que sumaban miles, o incluso más de diez mil hombres (aproximadamente entre el 60% y el 70% de los ejércitos franceses eran hombres de armas y el porcentaje también era alto en otros países), luchaban a pie, vistiendo la armadura completa junto a arqueros y ballesteros.[cita requerida] Esto se vio comúnmente en los ejércitos de Europa occidental, especialmente durante la Guerra de los Cien Años, las Guerras de las Rosas o las Guerras Italianas.[cita requerida]
Los líderes europeos en técnicas de blindaje fueron los italianos del norte, especialmente de Milán, y los alemanes del sur, que tenían estilos algo diferentes. La armadura renacentista de Greenwich fue fabricada por un taller real cercano a Londres que había importado artesanos italianos, flamencos y (sobre todo) alemanes, aunque pronto desarrolló su propio estilo. La Turquía otomana también hizo un amplio uso de la armadura de placas, pero incorporó grandes cantidades de cota de malla a su armadura, muy utilizada por tropas de choque como el cuerpo de jenízaros.[cita requerida]

### Efecto en el desarrollo de las armas
La coraza de placas era prácticamente invulnerable a los tajos de espada. También protegía bien al portador contra las estocadas de lanza o pica y proporcionaba una defensa decente contra los traumatismos contundentes.
La evolución de la armadura de placas también provocó avances en el diseño de armas ofensivas. Si bien esta armadura era eficaz contra cortes o golpes, sus puntos débiles podían ser explotados por espadas cónicas largas u otras armas diseñadas para tal fin, como las hachas de petos y las alabardas. El efecto de las flechas y virotes sigue siendo un punto de controversia en lo que respecta a las corazas. La evolución de las corazas del siglo XIV también impulsó el desarrollo de diversas armas de asta. Estaban diseñadas para provocar un fuerte impacto y concentrar la energía en una pequeña zona y causar daños a través de la placa. Las mazas, los martillos de guerra y las cabezas de martillo de las hachas de petos se utilizaban para infligir traumas contundentes a través de la armadura. Los golpes fuertes en la cabeza podían provocar conmoción cerebral incluso sin penetrar la armadura.
Las placas acanaladas no sólo eran decorativas, sino que también reforzaban la placa contra la flexión en caso de acuchillamiento o impacto contundente. Esto contrarresta la tendencia de las acanaladuras a recibir golpes punzantes. En las técnicas con armadura que se enseñan en la escuela alemana de esgrima, el atacante se concentra en estos "puntos débiles", lo que da lugar a un estilo de lucha muy diferente al de la lucha con espada sin armadura. Debido a esta debilidad, la mayoría de los guerreros llevaban una cota de malla (haubergeon o hauberk) bajo su armadura de placas (o coraza).  Más tarde, las camisas de malla se sustituyeron por parches de malla, llamados gussets, cosidos a un gambesón o chaqueta de armadura. La armadura de placas también se protegía con pequeñas placas redondas llamadas besagews que cubrían la zona de las axilas y couters y poleyns con "alas" para proteger el interior de la articulación.

## Partes de la armadura
Las partes de la armadura son las siguientes:
Para el resguardo de la cabeza servía el yelmo o casco. El yelmo podía estar formado por distintas partes:
- La cima: la parte más alta del casco. En algunos tipos, solía estar situada la cimera o el penacho, mientras que otros presentaban una cima plana (Gran yelmo), cónica (Bacinete), redondeada (Cervellera) o acabada en un crestón (Morrión).
- El mantelete, volante, veleta o velo: vestido de cabeza, sujeto en la parte trasera del yelmo con una venda o trenza compuesta de cintas o cordones enrollados que rodeaban la cima. Su propósito principal era el de minimizar el calentamiento de la parte trasera del yelmo por los rayos del sol. Las cintas, plumas u hojas que acompañan o reemplazan a este elemento se conocen como lambrequines.
- El visor o visera, que cubría el rostro o parte del mismo.
- La babera, o barbote, para la parte inferior de la cara.
- La gola, de placas, que defendía la garganta.
- El alpartaz, cortina flexible de malla, a menudo enganchada en el borde del yelmo, que se extiende hasta cubrir el cuello y los hombros.
- El almófar, capucha de malla.
- La cofia, debajo del almófar y el yelmo.
- La cubrenuca, que cubría el cuello por detrás.
- El gorjal, rodeando el cuello.

Para defensa del cuerpo se aplicaban:
- El peto, en el pecho
- Las escarcelas que llegaban algo más abajo que el anterior
- Los escarcelones, especie de escarcelas que se prolongaban con articulaciones hasta las rodillas
- El guardarrenes, para los lomos
- La pancera para el vientre, hecha de malla
- La culera, para los glúteos, también fabricada de malla

Las extremidades superiores se cubrían con:
- Las hombreras en el hombro
- Los guardabrazos en la parte superior del brazo
- Las sobaqueras en las axilas
- Los codales en el codo
- Los brazales en el antebrazo
- Los cangrejos en la parte opuesta del codo
- Las manoplas en las muñecas y manos
- Los guanteletes en los dedos y la mano

Las extremidades inferiores se protegían por:
- Los quijotes o musleras para defensa de los muslos
- Las rodilleras para las rodillas
- Las grebas para las piernas
- Los escarpes y zapatos herrados para el pie [16]
- La tarja o tarjeta, que se añadía a dichas piezas en las justas y consistía en un escudito que se fijaba en la parte superior e izquierda del peto y que llevaba pintado el emblema y la divisa del caballero noble.

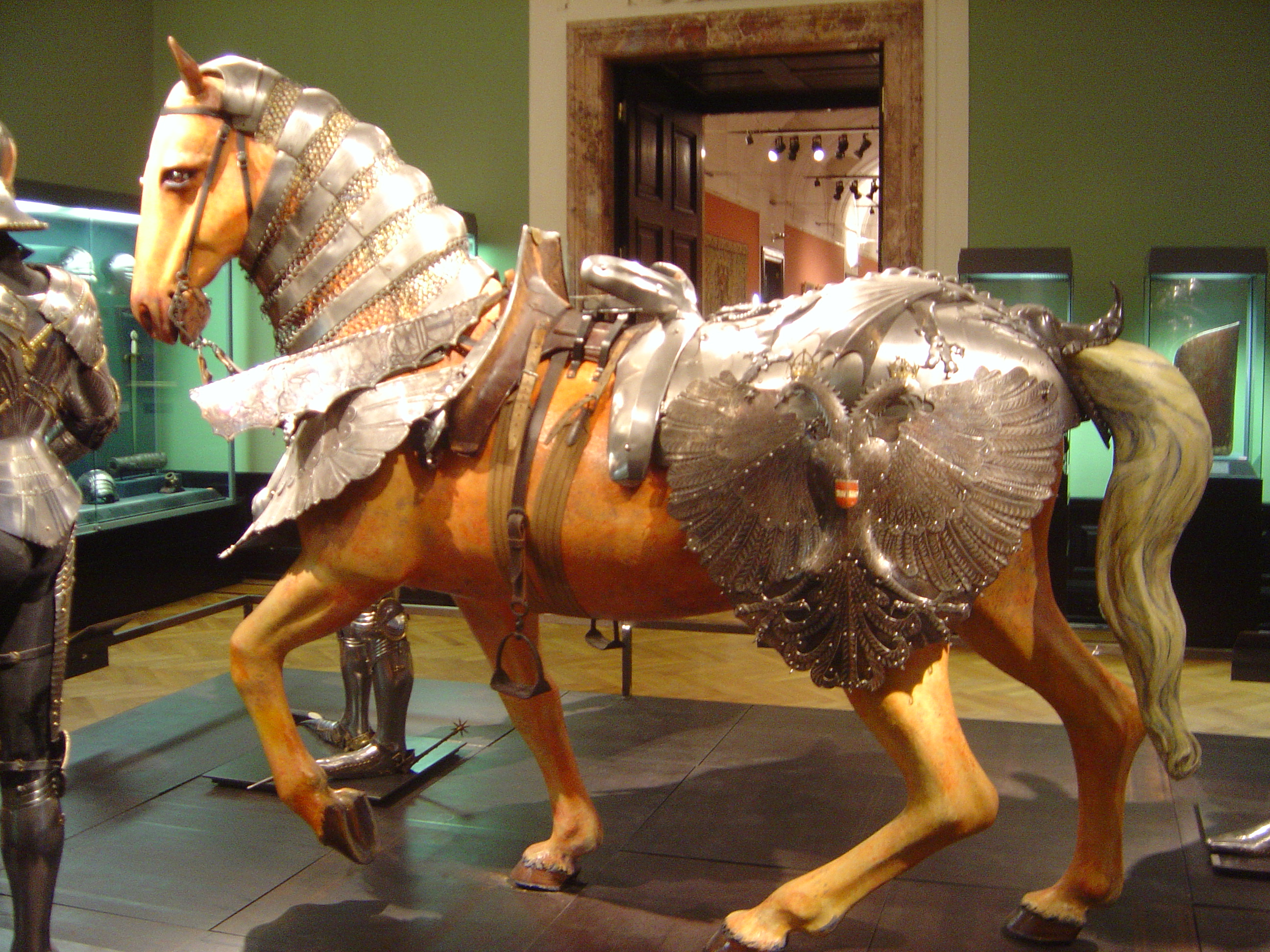
Armadura de caballo.

Hubo también armadura para los caballos por lo menos desde el siglo XII, la cual lleva el nombre de barda. Se completó en el siglo XVI y comprende las siguientes piezas:
- Testera o frontal para la cabeza
- Capizana para las crines
- Petral o pechera para la parte frontal
- Flanquera para los lados
- Barda o grupera para la grupa